# ラップウィング級掃海艇
| ラップウィング級掃海艇 | ラップウィング級掃海艇 | ラップウィング級掃海艇 |
| ---------------------- | ---------------------- | ---------------------- |
| USS Penguin            |                        |                        |
| 艦級概観               |                        |                        |
| 艦種                   | 掃海艇                 | 掃海艇                 |
| 艦名                   | 鳥類                   | 鳥類                   |
| 運用者                 | アメリカ海軍           | アメリカ海軍           |
| 建造期間               | 1918-1920年            | 1918-1920年            |
| 前級                   |                        |                        |
| 次級                   | レイブン級掃海艇       | レイブン級掃海艇       |
| 計画                   | 54隻                   | 54隻                   |
| 建造                   | 51隻                   | 51隻                   |
| 中止                   | 3隻                    | 3隻                    |
| 排水量                 | 15ft (4.6m)            | 15ft (4.6m)            |
| 全長                   | 187ft 10in (57.25m)    | 187ft 10in (57.25m)    |
| 全幅                   | 35ft 5in (10.80m)      | 35ft 5in (10.80m)      |
| 吃水                   | 15ft (4.6m)            | 15ft (4.6m)            |
| 機関                   | レシプロエンジン       | レシプロエンジン       |
| 速力                   | 14kn                   | 14kn                   |
| 乗員                   | 75名                   | 75名                   |
| 武装                   | 3インチ50口径単装砲2門 | 3インチ50口径単装砲2門 |

ラップウィング級掃海艇 Lapwing-class minesweeper）は、アメリカ海軍の掃海艇の艦級。アメリカ海軍が最初に建造した航洋型の掃海艇で、鳥の名を冠することから「バード級」とも呼ばれる（但し、第二次世界大戦時にアドロイト級が就役するまで、アメリカ海軍の掃海艇はすべて鳥の名である）。
1918年‐1920年にかけて54隻計画され、3隻をキャンセルしたため計51隻が就役した。ワシントン海軍軍縮条約を受け、1922年に一時退役した艇もあり、29番艇オスプレイ (USS Osprey, AM-29)はアメリカ沿岸警備隊に譲渡されるが、1930年代に現役復帰した。第二次世界大戦の開戦までに、座礁・衝突事故で4隻を喪失。第二次世界大戦中に日本・ドイツとの交戦で8隻が戦没した。日本では自沈処分後に日本海軍の手によって浮揚され、「第百三号哨戒艇」として1945年1月12日に戦没するまで活動した9番艇フィンチ (USS Finch, AM-9)が知られている。
戦争末期にはオーク級量産型に本来の掃海任務を譲り、小型水上機母艦 (AVP)・潜水艦救難艦 (ASR)・修理救難艦 (ARS)・艦隊曳船 (AT)・設網艇(YNG)に改造の上、支援任務に回った。終戦とともに退役し、最後に救難艦ヴァイキングに改名していた32番艇フラミンゴ (USS Flamingo, AM-32→ARS-1)が退役したのは1953年である。

## 同型艇
- ラップウィング (USS Lapwing, AM-1→AVP-1)

由来の鳥はチドリ科タゲリ属。1918年6月12日就役、1945年11月29日退役
- オウル (USS Owl, AM-2→AT-137)

由来の鳥はフクロウ目。1918年7月11日就役、1946年7月26日退役
- ロビン (USS Robin, AM-3→AT-140)

由来の鳥はヤブコマドリ類などヒタキ科の小鳥。1918年8月29日就役、1945年11月9日退役
- スワロー (USS Swallow, AM-4)

由来の鳥はツバメ科。1918年10月8日就役、1938年2月19日、アリューシャン列島カナガ島沖で座礁喪失。
- タナジャー (USS Tanager, AM-5)

由来の鳥はフウキンチョウ科。1918年6月28日就役、1942年5月4日、バターン半島沖で日本軍の陸上砲により戦没。
- カーディナル (USS Cardinal, AM-6)

由来の鳥はショウジョウコウカンチョウ科。1918年8月23日就役、1923年6月6日、アラスカ湾チリコフ島沖で座礁喪失。
- オリオール (USS Oriole, AM-7→AT-136)

由来の鳥はムクドリモドキ科。1918年11月5日就役、1946年2月6日退役
- カーリュー (USS Curlew, AM-8)

由来の鳥はシギ科ダイシャクシギ属。1919年1月7日就役、1925年12月15日、パナマ東岸モスキート岬沖で座礁喪失。
- フィンチ (USS Finch, AM-9)

由来の鳥はアトリ科。1918年9月10日就役、1942年4月10日、コレヒドール島沖で日本軍の空襲により戦没。
- ヘロン (USS Heron, AM-10→AVP-2)

由来の鳥はサギ科。1918年10月30日就役、1946年2月12日退役
- コンドア (USS Condor, AM-11)

由来の鳥はコンドル科の一部。建造中止
- プロヴァー (USS Plover, AM-12)

由来の鳥はチドリ科チドリ属。建造中止
- ターキー (USS Turkey, AM-13→AT-143)

由来の鳥はキジ科シチメンチョウ属。1918年12月13日就役、1945年11月6日退役
- ウッドコック (USS Woodcock, AM-14→AT-145)

由来の鳥はシギ科ヤマシギ属。1919年2月19日就役、1946年9月30日退役
- クエール (USS Quail, AM-15)

由来の鳥はキジ科ウズラ属。1919年4月29日就役、1942年5月5日、コレヒドール島沖で自沈。
- パートリッジ (USS Partridge, AM-16→AT-138)

由来の鳥はキジ科シャコ類。1919年6月17日就役、1944年6月11日、ノルマンディー上陸作戦従事中、ドイツSボートの雷撃により戦没。
- アイダー (USS Eider, AM-17→YNG-20)

由来の鳥はカモ科ケワタカモ属。1919年1月23日就役、1945年11月28日退役
- スラッシュ (USS Thrush, AM-18→AVP-3)

由来の鳥はツグミ科。1919年4月25日就役、1945年12月13日退役
- アヴォセット (USS Avocet, AM-19→AVP-4)

由来の鳥はセイタカシギ科ソリハシセイタカシギ属。1918年9月17日就役、1945年12月10日退役
- ボボリンク (USS Bobolink, AM-20→AT-131)

由来の鳥はムクドリモドキ科コメクイドリ属。1919年1月28日就役、1946年2月22日退役
- ラーク (USS Lark, AM-21→AT-168)

由来の鳥はヒバリ科。1919年4月12日就役、1946年2月7日退役
- ウィジョン (USS Widgeon, AM-22→ASR-1)

由来の鳥はカモ科マガモ属ヒドリ類。1918年7月27日就役、1947年2月5日退役
- ティール (USS Teal, AM-23→AVP-5)

由来の鳥はカモ科マガモ属コガモ類。1918年8月20日就役、1945年11月23日退役
- ブラント (USS Brant, AM-24→AT-132)

由来の鳥はカモ科コクガン属。1918年9月5日就役、1945年12月19日退役
- キングフィッシャー (USS Kingfisher, AM-25→AT-135)

由来の鳥はカワセミ科。1918年5月27日就役、1946年2月6日退役
- レイル (USS Rail, AM-26→AT-139)

由来の鳥はクイナ科。1918年6月5日就役、1946年4月29日退役
- ペリカン (USS Pelican, AM-27→AVP-6)

由来の鳥はペリカン科。1918年10月10日就役、1945年11月30日退役
- ファルコン (USS Falcon, AM-28→ASR-2)

由来の鳥はハヤブサ目。1918年11月12日就役、1946年6月18日退役
- オスプレイ (USS Osprey, AM-29→ARS-2)

由来の鳥はミサゴ科。1919年1月7日就役、1947年2月13日	1922-1941年、アメリカ沿岸警備隊測量船パイオニア。復帰後救難艦クルセイダーに改名。
- シーガル (USS Seagull, AM-30→AT-141)

由来の鳥はカモメ科。1919年3月7日就役、1946年9月5日退役
- ターン (USS Tern, AM-31→AT-142)

由来の鳥はカモメ科アジサシ亜科。1919年5月17日就役、1945年11月23日退役
- フラミンゴ (USS Flamingo, AM-32→ARS-1)

由来の鳥はフラミンゴ目。1919年2月12日就役、1953年3月17日退役	救難艦ヴァイキングに改名。
- ペングウィン (USS Penguin, AM-33)

由来の鳥はペンギン目。1918年11月21日就役、1941年12月8日、グァム島で自沈。
- スワン (USS Swan, AM-34→AVP-7)

由来の鳥はカモ科ハクチョウ属。1919年1月31日就役、1945年12月13日退役
- ウィップアーウィル (USS Whipporwill, AM-35→AT-169)

由来の鳥はヨタカ科コモンヨタカ属の通称。1919年4月1日就役、1946年4月17日退役
- ビターン (USS Bittern, AM-36)

由来の鳥はサギ科サンカノゴイ亜科。1919年5月28日就役、1941年12月10日、キャビテ港で日本軍の空襲により大破後バターン半島沖で自沈。
- サンダーリング (USS Sanderling, AM-37)

由来の鳥はシギ科ミユビシギの通称。1918年12月4日就役、1922年5月2日
- オーク (USS Auk, AM-38→ARS-3)

由来の鳥はウミスズメ科の一部。1919年1月31日就役、1947年1月28日退役	救難艦ディスカバラーに改名。
- チーウィンク (USS Chewink, AM-39→ASR-3)

由来の鳥はホオジロ科ワキアカトウヒチョウの通称。1919年4月9日就役、1947年2月4日退役
- コーモラント (USS Cormorant, AM-40→AT-133)

由来の鳥はウ科。1919年5月15日就役、1946年3月29日退役
- ガネット (USS Gannet, AM-41→AVP-8)

由来の鳥はカツオドリ科シロカツオドリ属。1919年7月10日就役、1942年6月7日、バミューダ諸島沖でドイツ潜水艦の雷撃により戦没。
- ゴスホーク (USS Goshawk, AM-42)

由来の鳥はタカ科ハイタカ属オオタカ類。建造中止
- グリーブ (USS Grebe, AM-43→AT-134)

由来の鳥はカイツブリ科。1919年5月1日就役、1942年12月6日、フィジー諸島で座礁喪失。
- マラード (USS Mallard, AM-44→ASR-4)

由来の鳥はカモ科マガモ。1919年6月25日就役、1946年12月10日退役
- オートラン (USS Ortolan, AM-45→ASR-5)

由来の鳥はホオジロ科ズアオホオジロの通称。1919年9月17日就役、1947年3月18日退役
- ピーコック (USS Peacock, AM-46)

由来の鳥はキジ科クジャク類。1919年12月27日就役、1940年8月24日、コロンビア・カルタヘナ港でノルウェー商船と衝突沈没。
- ピジョン (USS Pigeon, AM-47→ASR-6)

由来の鳥はハト科の一部。1919年7月15日就役、1942年5月4日、コレヒドール島沖で日本軍の空襲により戦没。
- レッドウィング (USS Redwing, AM-48)

由来の鳥はヒタキ科ワキアカツグミ。1919年10月17日就役、1943年6月29日、チュニジア・ビゼルト港で触雷戦没。
- レイブン (USS Raven, AM-49)

由来の鳥はカラス科の大型種。建造中止
- シュライク (USS Shrike, AM-50)

由来の鳥はモズ科。建造中止
- サンドパイパー (USS Sandpiper, AM-51→AVP-9)

由来の鳥はシギ科の一部。1919年10月9日就役、1945年12月10日退役
- ヴィレオ (USS Vireo, AM-52→AT-144)

由来の鳥はモズモドキ科。1919年10月16日就役、1946年4月18日退役
- ウォーブラー (USS Warbler, AM-53→ARS-11)

由来の鳥はウグイス科などムシクイ類。1919年12月22日就役、1946年3月29日退役
- ウィレット (USS Willet, AM-54→ARS-12)

由来の鳥はシギ科ハジロオオシギ。1920年1月29日就役、1947年12月1日退役